# Championnat d'Asie féminin de basket-ball des moins de 18 ans
Cet article traite de l'épreuve féminine. Pour la compétition masculine, voir Championnat d'Asie masculin de basket-ball des moins de 18 ans.
Le Championnat d’Asie féminin de basket-ball des moins de 18 ans est une compétition féminine de basket-ball qui oppose les meilleures sélections nationales d’Asie des joueuses de moins de 18 ans. Elle est organisée par la FIBA Asie tous les 2 ans depuis 1970. Depuis 2017, le Championnat est divisé en 2 divisions suivant le niveau de la sélection nationale. Le titre de champion d'Asie se joue donc entre les 8 sélections de la Division A. Pendant ce temps (à la même période et dans le même pays) se déroule le championnat de Division B, regroupant 8 autres sélections nationales. Les quatre équipes demi-finalistes de la compétition se qualifient directement pour la Coupe du monde féminine de basket-ball des 19 ans et moins.
L'édition 2020 est annulée par la FIBA Asie, en raison de la pandémie de coronavirus.

## Palmarès

### Division A
| Édition | Année | Pays hôte                                   | Finale                                      | Finale                                      | Finale                                      | Petite finale                               | Petite finale                               | Petite finale                               | MVP                                         |
| Édition | Année | Pays hôte                                   | Champion                                    | Score                                       | Deuxième                                    | Troisième                                   | Score                                       | Quatrième                                   | MVP                                         |
| ------- | ----- | ------------------------------------------- | ------------------------------------------- | ------------------------------------------- | ------------------------------------------- | ------------------------------------------- | ------------------------------------------- | ------------------------------------------- | ------------------------------------------- |
| 1re     | 1970  | Séoul                                       | Corée du Sud                                |                                             | Japon                                       | Taïwan                                      | Taïwan                                      | Taïwan                                      | non mis en place                            |
| 2e      | 1972  | Manille                                     | Corée du Sud (2)                            |                                             | Taïwan                                      | Philippines                                 | Philippines                                 | Philippines                                 | non mis en place                            |
| 3e      | 1974  | Manille                                     | Corée du Sud (3)                            |                                             | Japon                                       | Taïwan                                      |                                             | Philippines                                 | non mis en place                            |
| 4e      | 1977  | Koweït                                      | Corée du Sud (4)                            |                                             | Chine                                       | Malaisie                                    |                                             | Iran                                        | non mis en place                            |
| 5e      | 1978  | Manille                                     | Chine                                       |                                             | Malaisie                                    | Philippines                                 |                                             | Hong Kong                                   | non mis en place                            |
| 6e      | 1980  | Bangkok                                     | Corée du Sud (5)                            |                                             | Chine                                       | Thaïlande                                   |                                             | Inde                                        | non mis en place                            |
| 7e      | 1982  | Manille                                     | Chine (2)                                   |                                             | Corée du Sud                                | Japon                                       |                                             | Philippines                                 | non mis en place                            |
| 8e      | 1984  | Séoul                                       | Chine (3)                                   |                                             | Corée du Sud                                | Japon                                       |                                             | Malaisie                                    | non mis en place                            |
| 9e      | 1986  | Manille                                     | Chine (4)                                   | 94–70                                       | Corée du Sud                                | Taïwan                                      |                                             | Japon                                       | non mis en place                            |
| 10e     | 1989  | Manille                                     | Chine (5)                                   |                                             | Corée du Sud                                | Japon                                       |                                             | Taïwan                                      | non mis en place                            |
| 11e     | 1990  | Nagoya                                      | Corée du Sud (6)                            | 80–78                                       | Japon                                       | Chine                                       | 72–50                                       | Taïwan                                      | non mis en place                            |
| 12e     | 1992  | Pékin                                       | Corée du Sud (7)                            |                                             | Chine                                       | Japon                                       |                                             | Taïwan                                      | non mis en place                            |
| 13e     | 1996  | Bangkok                                     | Chine (6)                                   | 66–63                                       | Japon                                       | Corée du Sud                                | 77–76                                       | Taïwan                                      | non mis en place                            |
| 14e     | 1998  | Tokushima                                   | Chine (7)                                   | 81–40                                       | Taïwan                                      | Corée du Sud                                | 46–43                                       | Japon                                       | non mis en place                            |
| 15e     | 2000  | New Delhi                                   | Chine (8)                                   | 78–59                                       | Japon                                       | Corée du Sud                                | 67–64                                       | Taïwan                                      | non mis en place                            |
| 16e     | 2002  | Taipei                                      | Chine (9)                                   | 92–68                                       | Taïwan                                      | Corée du Sud                                | 77–72                                       | Japon                                       | non mis en place                            |
| 17e     | 2004  | Shenzhen                                    | Chine (10)                                  | 102–79                                      | Corée du Sud                                | Japon                                       | 57–52                                       | Taïwan                                      | non mis en place                            |
| 18e     | 2007  | Bangkok                                     | Chine (11)                                  | 81–68                                       | Japon                                       | Corée du Sud                                | 89–70                                       | Taïwan                                      | non mis en place                            |
| 19e     | 2008  | Medan                                       | Japon                                       | 90–87                                       | Chine                                       | Corée du Sud                                | 94–73                                       | Taïwan                                      | non mis en place                            |
| 20e     | 2010  | Surat Thani                                 | Chine (12)                                  | 122–78                                      | Japon                                       | Taïwan                                      | 78–54                                       | Corée du Sud                                | non mis en place                            |
| 21e     | 2012  | Johor Bahru                                 | Chine (13)                                  | 60–53                                       | Japon                                       | Corée du Sud                                | 61–42                                       | Taïwan                                      | Liwei Yang                                  |
| 22e     | 2014  | Amman                                       | Chine (14)                                  | 66–60                                       | Japon                                       | Corée du Sud                                | 57–54                                       | Taïwan                                      | Sijing Huang                                |
| 23e     | 2016  | Bangkok                                     | Chine (15)                                  | 78–47                                       | Japon                                       | Corée du Sud                                | 66–63                                       | Taïwan                                      | Jiaqi Wang                                  |
| 24e     | 2018  | Bangalore                                   | Chine (16)                                  | 89–76                                       | Japon                                       | Australie                                   | 75–58                                       | Corée du Sud                                | Yuan Li                                     |
| 25e     | 2020  | Annulé en raison de la pandémie de Covid-19 | Annulé en raison de la pandémie de Covid-19 | Annulé en raison de la pandémie de Covid-19 | Annulé en raison de la pandémie de Covid-19 | Annulé en raison de la pandémie de Covid-19 | Annulé en raison de la pandémie de Covid-19 | Annulé en raison de la pandémie de Covid-19 | Annulé en raison de la pandémie de Covid-19 |
| 25e     | 2022  | Bangalore                                   | Australie                                   | 81–55                                       | Chine                                       | Japon                                       | 77–45                                       | Taïwan                                      | Isla Juffermans                             |
| 26e     | 2024  | Shenzhen                                    | Australie (2)                               | 96–79                                       | Chine                                       | Japon                                       | 69–54                                       | Corée du Sud                                | Ziyu Zhang                                  |

### Division B
| Édition | Année | Pays hôte                                   | Finale                                      | Finale                                      | Finale                                      | Petite finale                               | Petite finale                               | Petite finale                               | MVP                                         |
| Édition | Année | Pays hôte                                   | Champion                                    | Score                                       | Deuxième                                    | Troisième                                   | Score                                       | Quatrième                                   | MVP                                         |
| ------- | ----- | ------------------------------------------- | ------------------------------------------- | ------------------------------------------- | ------------------------------------------- | ------------------------------------------- | ------------------------------------------- | ------------------------------------------- | ------------------------------------------- |
| 1re     | 2018  | Bangalore                                   | Inde                                        | 68–45                                       | Kazakhstan                                  | Syrie                                       | 75–68                                       | Hong Kong                                   | non mis en place                            |
| 2e      | 2020  | Annulé en raison de la pandémie de Covid-19 | Annulé en raison de la pandémie de Covid-19 | Annulé en raison de la pandémie de Covid-19 | Annulé en raison de la pandémie de Covid-19 | Annulé en raison de la pandémie de Covid-19 | Annulé en raison de la pandémie de Covid-19 | Annulé en raison de la pandémie de Covid-19 | Annulé en raison de la pandémie de Covid-19 |
| 2e      | 2022  | Bangalore                                   | Malaisie                                    | 64–53                                       | Mongolie                                    | Philippines                                 | 84–68                                       | Samoa                                       | Hui Chong                                   |
| 3e      | 2024  | Shenzhen                                    | Philippines                                 | 95–64                                       | Liban                                       | Samoa                                       | 64–59                                       | Iran                                        | Naomi Panganiban                            |

## Médailles par pays
Tableau actualisé après le championnat 2024.
| Rang | Nation       | Or | Argent | Bronze | Total |
| ---- | ------------ | -- | ------ | ------ | ----- |
| 1    | Chine        | 16 | 6      | 1      | 23    |
| 2    | Corée du Sud | 7  | 5      | 9      | 21    |
| 3    | Australie    | 2  | 0      | 1      | 3     |
| 4    | Japon        | 1  | 11     | 7      | 19    |
| 5    | / Taïwan     | 0  | 3      | 4      | 7     |
| 6    | Malaisie     | 0  | 1      | 1      | 2     |
| 7    | Philippines  | 0  | 0      | 2      | 2     |
| 8    | Thaïlande    | 0  | 0      | 1      | 1     |

## Détail par pays
| Équipe        | 1970 | 1972 | 1974 | 1977 | 1978 | 1980 | 1982 | 1984 | 1986 | 1989 | 1990 | 1992 | 1996 | 1998 | 2000 | 2002 | 2004 | 2007 | 2008 | 2010 | 2012 | 2014 | 2016 | Total |
| ------------- | ---- | ---- | ---- | ---- | ---- | ---- | ---- | ---- | ---- | ---- | ---- | ---- | ---- | ---- | ---- | ---- | ---- | ---- | ---- | ---- | ---- | ---- | ---- | ----- |
| Chine         |      |      |      | 2e   | 1er  | 2e   | 1er  | 1er  | 1er  | 1er  | 3e   | 2e   | 1er  | 1er  | 1er  | 1er  | 1er  | 1er  | 2e   | 1er  | 1er  | 1er  | 1er  | 20    |
| Corée du Nord |      |      |      |      |      |      |      |      |      |      |      |      |      |      | 5e   | 5e   |      |      |      |      |      |      |      | 2     |
| Corée du Sud  | 1er  | 1er  | 1er  | 1er  |      | 1er  | 2e   | 2e   | 2e   | 2e   | 1er  | 1er  | 3e   | 3e   | 3e   | 3e   | 2e   | 3e   | 3e   | 4e   | 3e   | 3e   | 3e   | 22    |
| / Hong Kong   |      |      |      |      | 4e   | 7e   | 8e   |      |      | 11e  | 10e  | 10e  | 12e  | 7e   | 10e  |      |      | 10e  | 11e  |      | 8e   | 8e   | 9e   | 14    |
| Inde          |      |      |      |      |      | 4e   | 6e   |      |      | 5e   | 6e   |      | 6e   | 9e   | 9e   | 7e   | 8e   | 7e   | 6e   | 8e   | 7e   | 6e   | 6e   | 15    |
| Indonésie     |      |      |      |      |      | 8e   |      |      |      |      | 9e   | 7e   |      |      |      |      |      |      | 10e  |      |      |      | 7e   | 5     |
| Iran          |      |      |      | 4e   |      |      |      |      |      |      |      |      |      |      |      |      |      |      |      |      |      |      |      | 1     |
| Japon         | 2e   |      | 2e   |      |      | 5e   | 3e   | 3e   | 4e   | 3e   | 2e   | 3e   | 2e   | 4e   | 2e   | 4e   | 3e   | 2e   | 1er  | 2e   | 2e   | 2e   | 2e   | 20    |
| Jordanie      |      |      |      |      |      |      |      |      |      |      |      |      | 8e   |      |      |      |      |      |      |      |      | 11e  |      | 2     |
| Kazakhstan    |      |      |      |      |      |      |      |      |      |      |      |      |      |      |      |      |      | 9e   | 7e   | 6e   | 9e   | 10e  | 10e  | 6     |
| Kirghizistan  |      |      |      |      |      |      |      |      |      |      |      |      | 7e   |      |      |      |      |      |      |      |      | 12e  |      | 2     |
| Koweït        |      |      |      | 8e   |      |      |      |      |      |      |      |      |      |      |      |      |      |      |      |      |      |      |      | 1     |
| Laos          |      |      |      |      |      |      |      |      |      |      |      |      |      | 12e  |      |      |      |      |      | 12e  |      |      |      | 2     |
| Macao         |      |      |      |      |      |      |      |      |      |      |      |      |      | 10e  |      | 9e   | 10e  |      |      |      |      |      |      | 3     |
| Malaisie      |      |      |      | 3e   | 2e   | 6e   | 5e   | 4e   | 5e   | 7e   | 7e   | 6e   | 9e   | 5e   | 7e   | 8e   | 7e   | 8e   | 5e   | 5e   | 6e   | 7e   | 8e   | 20    |
| Mongolie      |      |      |      |      |      |      |      |      |      |      |      |      |      |      |      | 10e  |      |      |      |      |      |      |      | 1     |
| Ouzbékistan   |      |      |      |      |      |      |      |      |      |      |      |      |      | 6e   | 8e   |      |      |      |      |      |      |      |      | 2     |
| Philippines   |      | 3e   | 4e   | 7e   | 3e   |      | 4e   | 6e   | 6e   | 9e   |      | 8e   | 11e  | 11e  |      |      | 9e   |      | 8e   | 9e   |      |      |      | 14    |
| Singapour     |      |      |      |      |      |      |      | 5e   |      | 8e   |      |      |      |      |      |      | 6e   | 5e   | 12e  |      | 10e  |      | 11e  | 7     |
| Sri Lanka     |      |      |      | 6e   |      | 9e   |      | 7e   |      | 10e  | 8e   | 9e   | 10e  | 8e   | 11e  |      |      | 12e  |      | 10e  | 11e  | 9e   | 12e  | 14    |
| Syrie         |      |      |      |      |      |      |      |      |      |      |      |      |      |      |      |      |      |      |      | 11e  |      |      |      | 1     |
| / Taïwan      | 3e   | 2e   | 3e   |      |      |      |      |      | 3e   | 4e   | 4e   | 4e   | 4e   | 2e   | 4e   | 2e   | 4e   | 4e   | 4e   | 3e   | 4e   | 4e   | 4e   | 18    |
| Thaïlande     |      |      |      | 5e   |      | 3e   | 7e   |      |      | 6e   | 5e   | 5e   | 5e   |      | 6e   | 6e   | 5e   | 6e   | 9e   | 7e   | 5e   | 5e   | 5e   | 16    |
| Viêt Nam      |      |      |      |      |      |      |      |      |      |      |      |      |      |      |      |      |      | 11e  |      |      |      |      |      | 1     |
| Total         | 3    | 3    | 4    | 8    | 4    | 9    | 8    | 7    | 6    | 11   | 10   | 10   | 12   | 12   | 11   | 10   | 10   | 12   | 12   | 12   | 11   | 12   | 12   |       |

Légende : en gras le pays organisateur.
- À partir de 2017, un nouveau format de tournoi est mis en place ; le Championnat est divisé en deux divisions : la Division A et la Division B.

### Division A
| Équipe           | 2018 | 2022 | 2024 | Total |
| ---------------- | ---- | ---- | ---- | ----- |
| Australie        | 3e   | 1er  | 1er  | 3     |
| Chine            | 1er  | 2e   | 2e   | 3     |
| Corée du Sud     | 4e   | 5e   | 4e   | 3     |
| Inde             |      | 8e   |      | 1     |
| Indonésie        | 7e   | 7e   | 8e   | 3     |
| Japon            | 2e   | 3e   | 3e   | 3     |
| Malaisie         | 8e   |      | 7e   | 2     |
| Nouvelle-Zélande | 5e   | 6e   | 5e   | 3     |
| Taïwan           | 6e   | 4e   | 6e   | 3     |
| Total            | 8    | 8    | 8    |       |

Légende : en gras le pays organisateur.

### Division B
| Équipe       | 2018 | 2022 | 2024 | Total |
| ------------ | ---- | ---- | ---- | ----- |
| Guam         | 8e   |      |      | 1     |
| Hong Kong    | 4e   | 7e   | 5e   | 3     |
| Inde         | 1er  |      |      | 1     |
| Iran         | 5e   |      | 4e   | 2     |
| Jordanie     |      | 6e   |      | 1     |
| Kazakhstan   | 2e   |      |      | 1     |
| Kirghizistan |      |      | 7e   | 1     |
| Liban        |      |      | 2e   | 1     |
| Malaisie     |      | 1er  |      | 1     |
| Maldives     |      | 8e   | 6e   | 2     |
| Mongolie     |      | 2e   |      | 1     |
| Philippines  |      | 3e   | 1er  | 2     |
| Samoa        | 7e   | 4e   | 3e   | 3     |
| Singapour    | 6e   |      |      | 1     |
| Syrie        | 3e   |      | DSQ  | 2     |
| Thaïlande    |      | 5e   |      | 1     |
| Total        | 8    | 8    | 8    |       |

Légende : en gras le pays organisateur.